# John Egan (football)
John Egan, né le 20 octobre 1992 à Cork en Irlande, est un footballeur international irlandais qui évolue au poste de défenseur à Hull City.

## Biographie

### En club
Le 1er juillet 2016, il rejoint l'équipe de Brentford, qui évolue en deuxième division anglaise.
Le 13 août 2016, lors de la deuxième journée de championnat, il marque deux buts contre l'équipe d'Ipswich Town.
Le 19 juillet 2018, Egan s'engage pour quatre ans avec Sheffield United.
Le 21 août 2021, Egan prolonge son contrat avec Sheffield jusqu'en juin 2024.

### En sélection
Avec l'équipe d'Irlande des moins de 19 ans, il participe au championnat d'Europe des moins de 19 ans en 2011. Lors de cette compétition, il joue quatre matchs : contre la Grèce, la Tchéquie, la Roumanie, et enfin l'Espagne. L'Irlande atteint les demi-finales du tournoi.
John Egan honore sa première sélection avec l'équipe nationale d'Irlande Le 28 mars 2017 à l'occasion d'un match amical contre l'Islande. Il est titularisé et son équipe est battue par un but à zéro.
Il inscrit son premier but pour l'équipe nationale d'Irlande le 1er septembre 2021 face au Portugal, en reprenant de la tête un centre de Jamie McGrath. Mais son équipe s'incline finalement (2-1 score final).

## Palmarès

### En club
- Sheffield United
  - Vice-champion d'Angleterre de deuxième division en 2019 et 2023.
- Burnley
  - Vice-champion de Championship en 2025